# Ezekiel Bacon
Ezekiel Bacon (* 1. September 1776 in Boston, Massachusetts; † 18. Oktober 1870 in Utica, New York) war ein US-amerikanischer Politiker. Zwischen 1807 und 1813 vertrat er den Bundesstaat Massachusetts im US-Repräsentantenhaus.

## Werdegang
Ezekiel Bacon war der Sohn des Kongressabgeordneten John Bacon (1738–1820) und der Vater von William J. Bacon (1803–1889), der den Staat New York im Kongress vertrat. Nach der Grundschule studierte er bis 1794 am Yale College. Nach einem anschließenden Jurastudium an der Litchfield Law School sowie unter privater Anleitung durch Nathan Dane in Beverly und seiner im Jahr 1800 erfolgten Zulassung als Rechtsanwalt begann er in Stockbridge in diesem Beruf zu arbeiten. Politisch wurde er Mitglied der Ende der 1790er Jahre von Thomas Jefferson gegründeten Demokratisch-Republikanischen Partei. In den Jahren 1805 und 1806 war er Abgeordneter im Repräsentantenhaus von Massachusetts.
Nach dem Rücktritt des Abgeordneten Barnabas Bidwell wurde Bacon bei der fälligen Nachwahl für den zwölften Sitz von Massachusetts als dessen Nachfolger in das US-Repräsentantenhaus in Washington, D.C. gewählt, wo er am 16. September 1807 sein neues Mandat antrat. Nach zwei Wiederwahlen konnte er bis zum 3. März 1813 im Kongress verbleiben. In diese Zeit fiel der Beginn des Britisch-Amerikanischen Krieges von 1812. Von 1811 bis 1813 leitete Bacon das Committee on Ways and Means. In den Jahren 1811 bis 1814, also schon während seiner Zeit im Kongress, war er Vorsitzender Richter am Court of Common Pleas für den westlichen Teil des Staates Massachusetts. Von Februar 1814 bis Februar 1815 fungierte er als Revisor (Comptroller of the Treasury) beim US-Finanzministerium.
1816 zog Bacon nach Utica im Staat New York, wo er im Jahr 1818 Berufungsrichter wurde. Ein Jahr später wurde er Abgeordneter in der New York State Assembly. 1821 nahm er als Delegierter an einer Versammlung zur Überarbeitung der Verfassung seines neuen Heimatstaates teil. Im Jahr 1824 strebte er erfolglos seine Rückkehr in den Kongress an. In den folgenden Jahrzehnten ist er politisch nicht mehr in Erscheinung getreten. Ezekiel Bacon starb am 18. Oktober 1870 im Alter von 94 Jahren in Utica als letztes Mitglied der Regierung von Präsident James Madison, unter dem er Revisor der Finanzbehörde gewesen war.